# فرانک دپین
فرانک دپین (فرانسوی: Franck Dépine‎؛ زادهٔ ۱۱ آوریل ۱۹۵۹) دوچرخه‌سوار اهل فرانسه است.